# BiP
BiP (z angl. binding immunoglobulin protein) je chaperon z Hsp70 rodiny, který se vyskytuje v lumen endoplazmatického retikula. Rozeznává zde nesprávně složené bílkoviny a usnadňuje jejich správné složení a uspořádání do oligomerů. Funguje jako ATPáza.
BiP hraje i důležitou regulační roli. Když nemají BiP proteiny tolik práce, vážou se v lumen hlavně na proteiny IRE1 a PERK. V takovém stavu je zablokována tzv. unfolded protein odpověď (UPR). Když však stoupne počet špatně složených bílkovin v lumen ER, BiP je plně zaměstnán tím, aby se vázal na tyto špatně složené proteiny, následkem čehož jsou IRE1 a PERK volné a mohou spustit zmíněnou unfolded protein odpověď. To vede např. ke zpomalení translace a přednostně jsou vyráběny proteiny důležité pro přežití buňky a pro správnou funkci ER.